# Digital Factor
Digital Factor ist ein Musikprojekt aus Altenburg.
Die Gruppe wird dem Elektro-Umfeld zugerechnet, allerdings lassen die Musiker auch Elemente des Techno und des Crossover in die Musik einfließen.

## Bandgeschichte
Digital Factor wurden 1993 gegründet. Schon bald spielte die Band im Vorprogramm namhafter Elektro-Bands wie Placebo Effect oder X Marks the Pedwalk. Recht schnell etablierten sich Digital Factor als ein gefragter Live-Act der Elektro-Szene. 1994 nahm sie das dänische Label Hardrecords unter Vertrag. Hier erschien die erste EP der Band mit dem Namen „Falling Down“. Der Titelsong schaffte es in zahlreiche Club-Charts.
1995 lizenzierte das Label Hyperium/Hypnobeat (u. a. Project Pitchfork, Die Form) die Band. Hier veröffentlichten Digital Factor fünf Alben. Zu den Veröffentlichungen gehen Digital Factor mehrfach auf Tour in ganz Europa.
1999 erschien das Album „Over One Million Times“, danach wurde es um Digital Factor eher ruhig. In diesem Jahr verließ Gründungsmitglied Tino Schmidt die Band. Nach längerer Pause und mit dem Gitarristen Guido Litke an Bord, veröffentlichten Digital Factor 2006 bei Wannsee Records ihr mittlerweile siebentes Album „One More Piece“.
Mitte 2007 ging die Band erneut ins Studio und begann, an einem neuen Album zu arbeiten. Nach der Online-Single „Dein Herz“ folgte dann im Januar 2009 „Look Back To Go Forward“. Dafür arbeiteten Digital Factor mit Künstlern wie Steril oder Leonardo von Leibnitz zusammen.
Im Jahr 2010 schied Torsten Heise aus der Band und wurde durch Leo von Leibnitz ersetzt. Zu dieser Zeit begannen auch die Arbeiten an einem neuen Studio-Album „Trialog“, das 2011 bei Black Rain erschien. Noch im selben Jahr geht die Band mit Front Line Assembly auf eine ausgiebige Europatour.
2020 gibt es dann neue Lebenszeichen der Band. Das belgische Label Alfa Matrix verkündete im August, dass es Digital Factor unter Vertrag genommen habe. Im Oktober folgte die Single bzw. EP „Come With Me“. Auf den zugehörigen Promofotos ist Bandgründer Mike Langer allein abgebildet. Unklar ist zu diesem Zeitpunkt, ob Digital Factor inzwischen zum Soloprojekt wurde. Im Zuge des Corona-Lockdowns veröffentlicht Digital Factor mehrere Live-Studiosessions, bei welchen Langer ebenfalls allein zu sehen ist. Auf der EP allerdings remixte u. a. auch Gründungsmitglied Torsten Heise den Titelsong.
In verschiedenen Interviews zur Single „Come With Me“ und dem Folgealbum „A Chemical Process“ erläutert Langer, dass Digital Factor inzwischen ein Soloprojekt sei, welches mit verschiedenen Gastmusikern zusammenarbeitet.
Mit der EP „What“ meldet sich 2022 Digital Factor zurück und kündigt für 2023 ein neues Album an. Dieses ist als Charity-Projekt für eine Stiftung für benachteiligte Kinder und Jugendliche angelegt. Neben dem Musiker Mike Langer sind andere Künstler aus seiner Heimatstadt Altenburg zu hören. Darunter u. a. der Sänger der Band Stern Meissen, Manuel Schmid, und der Schauspieler Manuel Kressin. Am 27. Oktober 2023 erschien „G.B.A.“ beim Label Alfa Matrix. Dabei soll „G.B.A.“ offenbar ein Wortspiel sein und weist auf das Altenburger Kennzeichen „ABG“ hin. Offiziell heißt das Album „G.B.A.-General Behavior Abrogate“. Gleichzeitig kündigt Langer auch nach mehreren Jahren erstmals wieder Liveauftritte an.

## Diskografie
- Falling Down (1994; Hard Records)
- RelationChip (1995; Hyperium/Hypnobeat)
- On Demand (1996; Hyperium/Hypnobeat)
- De Facto (1997; Hyperium/Hypnobeat)
- Countercheck (1997; Hyperium/Hypnobeat)
- Over One Million Times (1999; Hyperium/Hypnobeat)
- One More Piece (2006; Wannsee Records)
- One More Piece - Electronic Pleasure Edition (2006; Na Rzekach Art)
- Dein Herz - Online Single (2008; Wannsee Records)
- Look Back To Go Forward (2009; Lukotyk/Prussia)
- Trialog (2011; Black Rain)
- Come With Me (2020; Alfa Matrix)
- A Chemical Process (2021; Alfa Matrix)
- EP What (2022; Alfa Matrix)
- Single I Am What I Am feat. Gwendolyn Gaffa (2023; Alfa Matrix)
- Single Ouvre feat. Manuel Kressin (2023; Alfa Matrix)
- G.B.A.-General Behavior Abrogate (2023; Alfa Matrix)

Tapes
- Suiciety (1993)
- Falling Down (1994)

Videos
- Suiciety Live in Dresden (1993)
- Falling Down (Videoclip 1994)
- X-Rayzor (Videoclip zur Future Sounds of Electro Tour 1996)
- Decisions (Videoclip 1999)
- I Have To Hit You (Videoclip 2011)
- Come With Me (Videoclip 2020)
- Come With Me - Heise Remix (Videoclip 2020)
- Dangerous (Videoclip 2020)
- Dancing Barefoot (Patti Smith Cover als Videoclip 2021)
- A Chemical Process (Videoclip 2021)
- What (Videoclip 2022)
- Sometime We’re A Little Bit Closer (Videoclip 2022)
- Studio2 Sessions (Videoclips 2023)
- I Am What I Am (Videoclip 2023)
- Ouvre (Videoclip 2023)